# Alena (Aztekoraphidia) tenochtitlana
Alena (Aztekoraphidia) tenochtitlana is een kameelhalsvliegensoort uit de familie van de Raphidiidae. De soort komt voor in Mexico.
Alena (Aztekoraphidia) tenochtitlana werd voor het eerst wetenschappelijk beschreven door U. Aspöck & H. Aspöck in 1978.